# Csiky László
Szentkirályszabadjai Csiky László; Csikász (Vác, 1863. március 14. – Budapest, 1936. augusztus 23.) színész, színházi rendező.

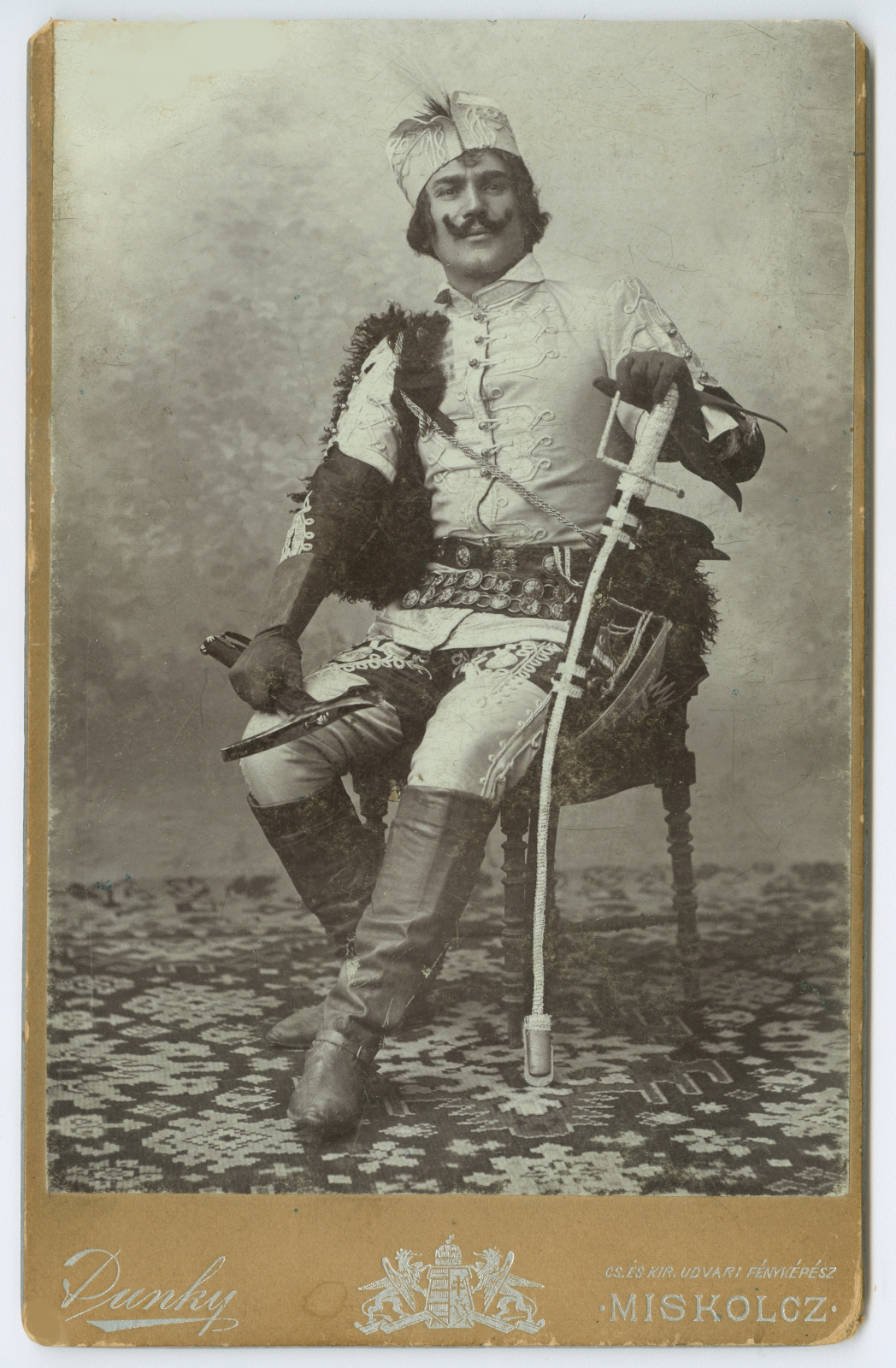
Ocskay brigadéros jelmezében 1890 körül, Miskolc

## Életútja
Apja Csikász János százados volt, anyja Albrecht Teréz. Iskolai tanulmányait szülővárosában és Budapesten végezte. 1880. húsvét vasárnapján — szülei akarata ellenére — felcsapott színésznek Csurgón, ahol akkor Szathmáry Károly volt az igazgató. Első szerepe a »Falu rossza« Lajosa volt. Rövid vidéki kóborlás után beiratkozott a színészakadémiára, ahol azonban csak egy évig volt maradása. 1884-ben Kolozsvárra került, ahol az »Ármány és szerelem« Ferdinándjaként oly nagy sikert ért el, hogy azonnal szerződtették s a kiváló nagy tragikai művész, Ecsedi Kovács Gyula, kedvencévé fogadta a tehetséges ifjút. Három évig működött itt és 1887-től Debrecen, Kassa, Szeged, Temesvár, Pozsony, Buda, Pécs, Szabadka, Miskolc voltak újabb állomáshelyei, mindenütt általános nagyrabecsülés mellett működött. 1905. február 11-én megünnepelte 25. éves jubileumát Debrecenben, a »Wallenstein halálá«-ban. 1911. március 9-én Szegeden az »Othello«-ban megülte 30 éves művészi pályafutását. Szegeden 1914-ig működött, majd ugyanezen év július 25-én Gyulán búcsút vett a pályától, a »Lear király«-ban. Hosszabb ideig a földművelésügyi minisztérium vízépítési igazgatóságánál hivatalnok volt. Mint színészegyesületi tanácsosnak kiváló érdemei vannak a vidéki színészet kulturális törekvései körül. Nyugalomba vonult 1914. szeptember hó 1-én. A Kerepesi úti temetőben helyezték nyugalomra, sírja ma a Farkasréti temetőben található (Hv26. (126.) parcella).
Neje: Tájkerti Ida, színésznő, született 1872. január hó 1-én, Székesfehérvárott, akivel 1891. szeptember 12-én lépett házasságra, Budapesten, az erzsébetvárosi templomban. Nyugalomba vonult 1915. január 1-én.

## Fontosabb színházi szerepei
- Robespierre (Sardou)
- id. Nagy István (Bródy S.: A tanítónő)
- Bernick konzul (Ibsen: A társadalom támaszai)
- Csorba Márton (Csepreghy F.: A sárga csikó)
- Wallenstein (Schiller: W. halála)
- IV. László
- Dózsa György
- Kuruc Feja Dávid
- Toldi Miklós
- Othello
- Hamlet
- Shylock
- Macbeth
- Coriolan
- III. Richárd
- Brutus
- Romeo
- Moór Ferenc
- Gyuri Bandi (Betyár kendője)
- Svengali
- Derblay Fülöp
- Ipanoff

## Filmszerepei
- Akit ketten szeretnek (1915)
- Hófehérke (1916)
- A vörös Sámson (1917)

## Működési adatai
1880: Szathmáry Károly; 1882: Nyéki János; 1883: Sztupa Andor; 1884–86: Kolozsvár; 1886–88: Jakab Lajos; 1888: Aradi Gerő; 1889: Tiszay Dezső; 1889: Valentin Lajos; 1891: Makó Lajos; 1892: Somogyi Károly; 1893: Tiszay Dezső; 1894–96: Krecsányi Ignác; 1896–98: Somogyi Károly; 1898: Leszkay András; 1899: Pesti I. Lajos; 1900: Csóka Sándor; 1901: Mezei János; 1902: Zilahy; 1903–05: Makó Lajos; 1905–07: Andorfy; 1907: Balla Kálmán; 1908–11: Makóné; 1911–1914: Almássy.